# 江戸川区スポーツセンター
江戸川区スポーツセンター（えどがわくすぽーつせんたー）は、東京都江戸川区にある屋内スポーツ施設である。

## 概要
スポーツ振興と区民の健康増進のために1981年11月に開館。耐震補強工事を施し、2010年4月にリニューアルオープンした。
利用者数は年間100万人を超える（平成22年度）。
2006年4月より指定管理者制度が導入され、三菱電機ビルテクノサービス・東京アスレティッククラブ指定管理者共同事業体が管理者となっている。

## 施設
- 温水プール（大小、1階）
  - 25m×15m 公認7コース
- 卓球室（1階）
  - 面積 - 約407m2
  - 利用可能数 - 12面
- 柔道場（1階）
  - 面積 - 約260m2（128畳）
- 剣道場（1階）
  - 面積 - 約260m2 16m×16m
- みんなのスポーツルーム（1階）
  - トランポリン、平均台等が設置されている。
  - 面積 - 約507m2
- トレーニング室（1階）
  - 面積 - 約186m2
- 会議室・和室（2階）
- 大体育室（3階）
  - 面積 - 約1,700m2、 アリーナ40m×34m
  - 利用可能数 - バレーボール 2面、バスケットボール 2面、バドミントン 8面、卓球 40台など。
- 小体育室（3階）
  - 面積 - 約690m2、 アリーナ33m×18m
  - 利用可能数 - バレーボール 1面、バスケットボール 1面、バドミントン 4面、卓球 12台など。
- ランニング走路（4階）

## 主な大会・イベント
- バレーボールVプレミアリーグやVチャレンジリーグの試合会場として使用されている。近年はGSS東京サンビームズのホームゲームが開催されている[5]。
- プロボクシングの試合会場としても使用されている。主に区内にある勝又ボクシングジムが主催興行を開いている。

## 交通アクセス
- 東京メトロ東西線西葛西駅 徒歩7分